# ميناء العقبة
ميناء العقبة هو الميناء البحري الوحيد في المملكة الأردنية الهاشمية، يقع شرق مدينة العقبة الواقعة في جنوب المملكة على شاطئ خليج العقبة، وتقوم مؤسسة الموانئ في العقبة بتشغيله. لهذا الميناء دور بارز في تنمية الاقتصاد الأردني من خلال عبور معظم المستوردات والصادرات الخاصة بالأردن من خلاله، بالإضافة إلى عبور بضائع الترانزيت إلى الدول المجاورة كالعراق والأراضي الفلسطينية ومصر. ولقد شهد ميناء العقبة خلال الخمسة عقود الماضية تطورا مضطردا ليصبح أحد الموانئ الرئيسية في منطقة البحر الأحمر.

## تاريخ

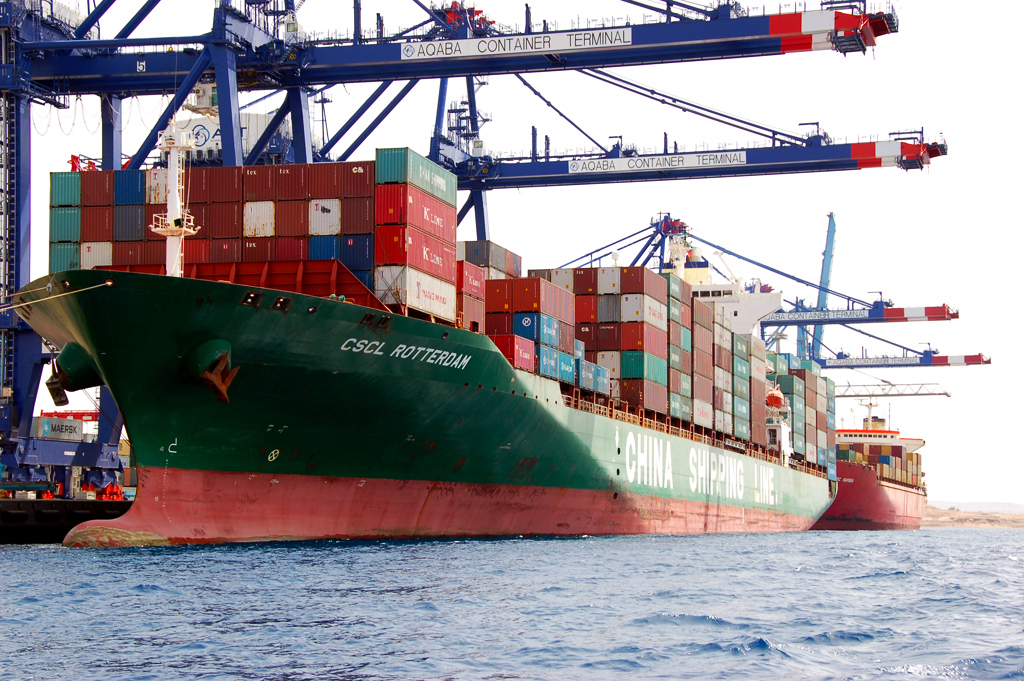
حاويات الشحن في الميناء.

كانت العقبة أحد الموانئ الرئيسية في المنطقة منذ العصر الحديدي. وقد أشار الإنجيل إلى هذه المنطقة في (سفر الملوك الثاني 9:26): «أن الملك سليمان أمر ببناء السفن في عصيون جابر» والتي تقع بالقرب «أيلة» في أدوم على شواطئ البحر الأحمر. ويشير اسم «ايلة» إلى نفس المنفذ البحري الذي تقع عليه العقبة اليوم. وقد أصبح لميناء العقبة أهمية خاصة بعد أن قام العثمانيون بدمجها في سكة حديد الحجاز، التي كانت تربط دمشق بالمدينة المنورة.
أما اليوم، فيعتمد اقتصاد العقبة إلى حد كبير على قطاع الموانئ. وقد تم في الآونة الأخيرة في كونسورتيوم أبوظبي الإعلان عن فوز «شركة المعبر الإماراتية» بعطاء لنقل وإدارة ميناء العقبة لمدة 30 عاما وتوسيع مرفأ العبارات الموجود، والذي يستقبل نحو 1.3 مليون راكب والآلاف من الشاحنات والسيارات القادمة من مختلف أنحاء الشواطئ - من مصر بشكل خاص.

## نقل الميناء

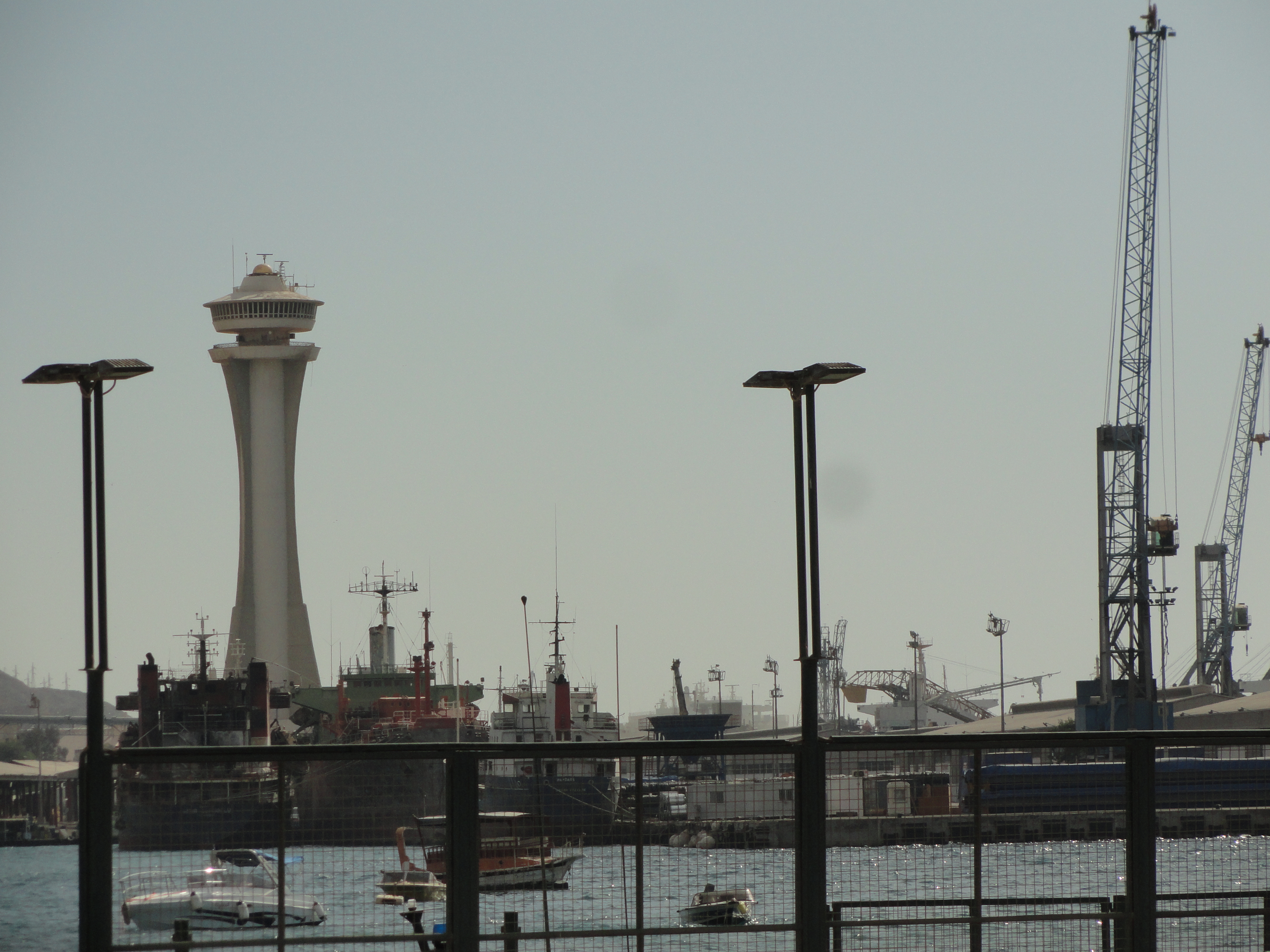

سيتم نقل ميناء العقبة الحالي إلى الجزء الجنوبي من محافظة العقبة بالقرب من الحدود السعودية، وسوف تتجاوز قدرته القدرة في الميناء الحالي. وقد أعلنت شركة تطوير العقبة عام 2010 عن إنهائها المفاوضات مع ائتلاف Bouygues الفرنسي، وتنفيذها المشروع بأسلوب البناء الذاتي دون مشاركة للشركات والاستثمارات الأجنبية، ليبقى الميناء مملوكا بنسبة 100% للحكومة. وسيتم الانتهاء منه في عام 2013.